# Titularbistum Chunavia
Chunavia (ital.: Cunavia) ist ein Titularbistum der römisch-katholischen Kirche.
Es geht zurück auf ein früheres Bistum im heutigen Albanien, das der Kirchenprovinz Durrës angehörte.
| Titularbischöfe von Chunavia |                               | |                   |                    |
| Nr.                          | Name                          | Amt | von               | bis                |
| 1                            | Joseph Brendan Houlihan SPS   | Altbischof von Eldoret (Kenia) | 19. Oktober 1970  | 24. April 1971     |
| 2                            | André Gustave Bossuyt         | 3. August 1971 – 3. April 1974 Weihbischof in Reims, 3. April 1974 – 30. Juli 1974 Prälat von Mission de France o Pontigny (Frankreich) | 3. August 1971    | 30. Juli 1974      |
| 3                            | Szilárd Keresztes             | Weihbischof in Hajdúdorog (Volksrepublik Ungarn)                                                                                        | 7. Januar 1975    | 30. Juni 1988      |
| 4                            | Guy Marie Alexandre Thomazeau | Weihbischof in Meaux (Frankreich) | 12. November 1988 | 14. September 1994 |
| 5                            | Murphy Nicholas Xavier Pakiam | Weihbischof in Kuala Lumpur (Malaysia)                                                                                                  | 1. April 1995     | 24. Mai 2003       |
| 6                            | Walter Allison Hurley         | Weihbischof in Detroit (Vereinigte Staaten)                                                                                             | 7. Juli 2003      | 21. Juni 2005      |
| 7                            | David Christopher McGough     | Weihbischof in Birmingham (Vereinigtes Königreich Großbritannien und Nordirland)                                                        | 25. Oktober 2005  | 26. März 2023      |
| 8                            | Kevin Kenney                  | Weihbischof in Saint Paul and Minneapolis (Vereinigte Staaten)                                                                          | 25. Juli 2024     |                    |